# 初恋ロスタイム
『初恋ロスタイム』（はつこいロスタイム）は、仁科裕貴による日本の小説。2016年にKADOKAWA / アスキー・メディアワークスから刊行された。時が止まる不思議な時間「ロスタイム」をめぐる恋愛小説。
2019年に漫画化および実写映画化された。

## シリーズ一覧
初恋ロスタイム
- 文庫本：2016年1月23日発売、メディアワークス文庫、ISBN 978-4-04-865689-4、イラスト：ぜろきち
- 児童書：2019年8月9日発売、角川つばさ文庫、ISBN 978-4-04-631932-6、イラスト：シソ、キャラクター原案：ぜろきち

初恋ロスタイム -First Time-
映画化に合わせて『初恋ロスタイム』を大幅加筆修正し、特別掌編「第二・五話」を追加した新装版。
- 2019年8月24日発売、メディアワークス文庫、ISBN 978-4-04-912627-3、イラスト：みっ君

初恋ロスタイム -Advanced Time-
- 2019年8月24日発売、メディアワークス文庫、ISBN 978-4-04-912628-0、イラスト：みっ君

## 漫画
『ヤングエース』（KADOKAWA）にて、2019年6月号より2020年2月号まで連載された。
- 仁科裕貴（原作）・なのら（漫画）・ぜろきち（キャラクター原案） 『初恋ロスタイム』 KADOKAWA〈角川コミックス・エース〉、全2巻
  1. 2019年9月4日発売[7]、ISBN 978-4-04-108592-9
  2. 2020年2月4日発売[8]、ISBN 978-4-04-109050-3

## 映画
2019年9月20日公開。監督は河合勇人、主演は本作が映画初主演となる板垣瑞生。2016年ホリプロタレントスカウトキャラバングランプリの吉柳咲良が映像作品初出演でヒロインを務める。

### キャスト
- 相葉孝司：板垣瑞生
- 篠宮時音：吉柳咲良
- 浅見晴香：石橋杏奈
- 相葉誠司：甲本雅裕
- 浅見一生：竹内涼真[13]

### スタッフ
- 原作：仁科裕貴『初恋ロスタイム』（メディアワークス文庫 / KADOKAWA刊）
- 監督：河合勇人
- 脚本：桑村さや香
- 主題歌：緑黄色社会「想い人」（ソニー・ミュージックレーベルズ / エピックレコードジャパン）[14]
- 挿入歌：あいのぼり「1秒の約束」（徳間ジャパンコミュニケーションズ）
- 製作：堀義貴、井上伸一郎、三宅容介、桂田大助、宮永大輔、宮前泰志、細野義朗、阿久根裕行
- 企画：菅井敦、堀内大示
- エグゼクティブプロデューサー：津嶋敬介、水上繁雄
- プロデュース：井上竜太、高木智香
- プロデューサー：渡辺修
- 撮影：神田創
- 照明：丸山和志
- 録音：山口満大
- 美術プロデュース：Yang仁榮
- 美術ディレクター：横張聡
- 装飾：鎌田雅宏
- 編集：瀧田隆一
- VFXスーパーバイザー：平興史、島崎章
- 選曲：長澤佑樹
- 衣裳：遠藤良樹
- ヘアメイク：木戸出香
- 助監督：中西正茂
- 制作担当：天野佑亮
- 協賛：SunCrescendo、WORLD+Gym
- 配給：KADOKAWA
- 制作協力：イメージフィールド
- 制作プロダクション：ホリプロ
- 製作：「初恋ロスタイム」製作委員会（ホリプロ、KADOKAWA、ポニーキャニオン、ソニー・ミュージックレーベルズ、プランダス、カラーバード、S・D・P、イメージフィールド）